# Пріокка
Пріокка (італ. Priocca, п'єм. Prioca) — муніципалітет в Італії, у регіоні П'ємонт,  провінція Кунео.
Пріокка розташована на відстані близько 480 км на північний захід від Рима, 45 км на південний схід від Турина, 65 км на північний схід від Кунео.
Населення — 1987 осіб (2014).
Щорічний фестиваль відбувається 26 грудня. Покровитель — святий Степан.

## Демографія
Населення за роками:

Станом на 1 січня 2023 року в муніципалітеті офіційно проживало 127 іноземців з 23 країн, серед них 88 громадян країн Євросоюзу.

## Сусідні муніципалітети
- Канале
- Кастеллінальдо
- Говоне
- Мальяно-Альфієрі
- Сан-Дам'яно-д'Асті